# Liliána Grexa
Liliána Grexa (maďarsky Grexa Liliána; * 17. července 1978, Bogorodcsani) je maďarská marketingová specialistka a politička ukrajinské národnosti, od 2. května 2022 v pořadí třetí ukrajinská menšinová přímluvčí v maďarském Zemském sněmu.

## Biografie
Narodila se v roce 1978 do národnostně smíšené maďarsko–ukrajinské rodiny v obci Bogorodcsani na území tehdejší Ukrajinské sovětské socialistické republiky v Sovětském svazu, ale od věku jednoho roku žije v Maďarsku.
První vysokoškolský diplom získala roku 1999 na Vysoké škole veřejné správy (Államigazgatási Főiskola) a následně absolvovala studium na Univerzitě národní obrany Miklóse Zrínyiho (Zrínyi Miklós Nemzetvédelmi Egyetem) v Budapešti. V roce 2008 získala svůj třetí diplom z marketingové komunikace na Vysoké škole moderního obchodu (dnes Univerzita Edutus) ve městě Tatabánya.
Svou kariéru započala roku 1998 v Maďarském rozhlase (Magyar Rádió) jako redaktorka menšinového vysílaní, mezi lety 1999 až 2003 byla reportérkou menšinového pořadu s názvem Rondó v Maďarské televizi (Magyar Televízió). V letech 2011 až 2016 pokračovala ve své kariéře ve skupině MOL v oblasti firemní komunikace a řídila komunikační úkoly společného věrnostního programu MOL a OTP Bank.
Od roku 2014 je předsedkyní ukrajinské menšinové samosprávy (UOÖ) budapešťského obvodu Erzsébetváros a v letech 2014 až 2019 byla předsedkyní ukrajinské menšinové samosprávy hlavního města Budapešti.
V září 2023 otevřela školu Leszja Ukrajinka v rámci ukrajinské menšinové samosprávy pro výuku ukrajinského jazyka a folklorních předmětů pro ukrajinské děti v Budapešti a Nyíregyháze.